# 摩托车道

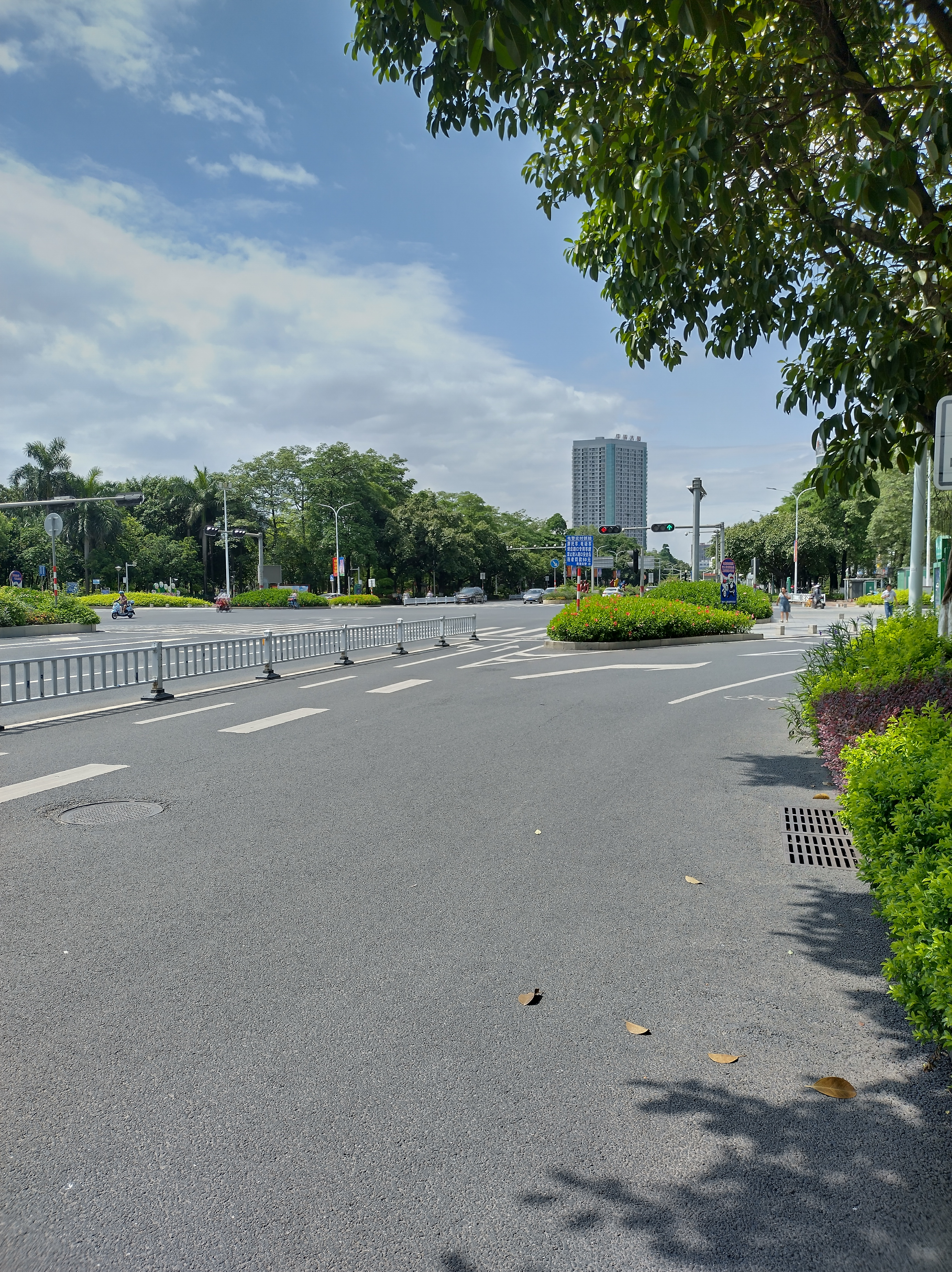
中华人民共和国广西壮族自治区贵港市中山路與荷城路路口，其中可見電單車與電動車有不同於其他車種的專用直行、左轉行車綫

摩哆车道是特別提供摩托車，也可能開放非機動車（例如自行車）行駛的道路、車道。在台灣，正式名稱為慢車道

## 中華民國（臺灣）
在台灣，機慢車道為機車（於法規中被定義為快車）、慢車專用或者優先之車道，常見於各大橋梁、特定路段（以下各圖不適用於台灣自行車道）：

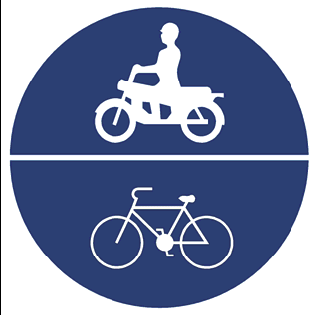
自行車及汽缸總排氣量未滿250立方公分機車專行道路（機慢車專用道路）
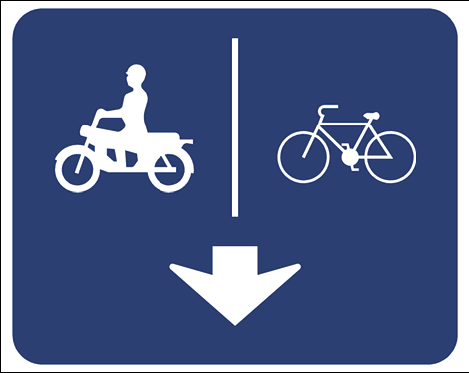
自行車及汽缸總排氣量未滿250立方公分機車專行車道（機慢車專用道）
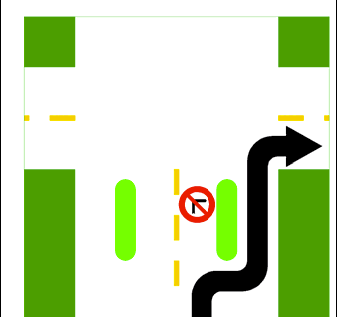
快車道禁止右轉的快慢車道分隔道路
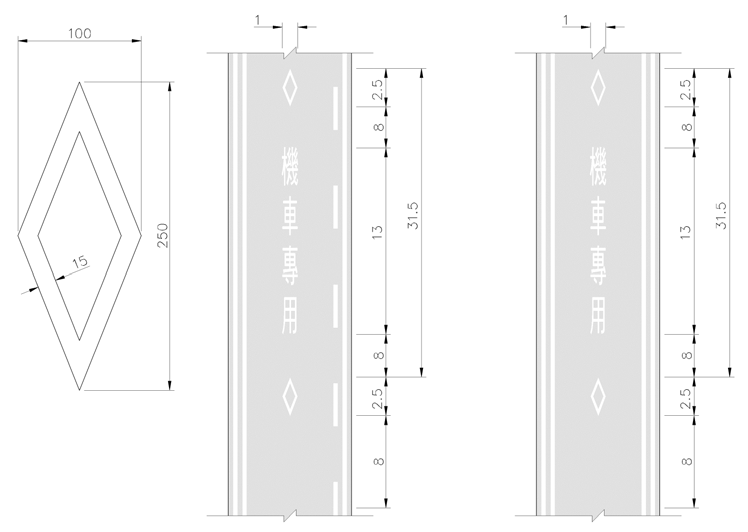
未滿250立方公分機車專用車道（機車專用道）
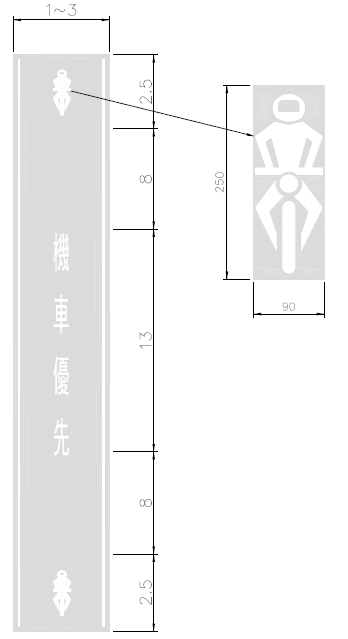
未滿250立方公分機車優先車道（機車優先道）

### 法律法規
規劃設計主要道路時，採中央分隔或快慢分隔，各方向應為二車道以上，以及依運輸特性、道路實質條件等需要，設置公車專用道、機車道、人行道或腳踏自行車道。規劃設計次要道路時，各方向至少為一快車道及一慢車道，以及依運輸特性、道路實質條件等需要，設置機車道或腳踏自行車道。其中機車道寬度不得小於1.5公尺，腳踏自行車道寬度不得小於1.2公尺。

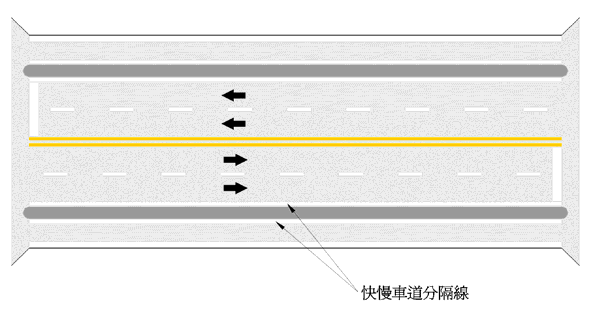
臺灣道路的快慢車道分隔線

快慢車道分隔線，用以指示快車道外側邊緣之位置，劃分快車道與慢車道之界線。其線型為白實線，線寬為10公分。
設有快慢車道分隔線之慢車道，若無速限標誌或標線者，時速不得超過40公里。四輪以上汽車在劃有快慢車道分隔線之道路行駛，除起駛、準備轉彎、準備停車或臨時停車，不得行駛慢車道。但設有快慢車道分隔島之道路不在此限。道路設有劃分島，劃分快、慢車道時，除另設有標誌、標線或號誌管制者，汽車駕駛人不得在慢車道上左轉彎，否則處新臺幣600元以上1800元以下罰鍰。
機車行駛之車道，無標誌或標線者，在未劃分快慢車道之道路，應在最外側二車道行駛；單行道應在最左、右側車道行駛。無標誌或標線者，機車在已劃分快慢車道之道路，雙向道路應在最外側快車道及慢車道行駛；單行道道路應在慢車道及與慢車道相鄰之快車道行駛。
民國101年（2012年）7月1日起，汽缸總排氣量250立方公分以上之大型重型機車，原則應比照小型汽車適用其行駛規定。慢車應在劃設之慢車道上靠右順序行駛，在未劃設慢車道之道路，應靠右側路邊行駛，否則處其駕駛人新臺幣300元以上600元以下罰鍰。

### 爭議
民國100年（2011年）9月28日星期三，立法院第7屆第8會期交通委員會第2次委員林建榮、郭玟成、朱鳳芝、曹爾忠、楊仁福提案表示以下機、慢車道爭議，最後決議將原提案「並嚴格」，修正為「並請執法機關嚴格」後通過：
八、鑒由機慢車道屢遭大小型車輛違規侵犯，小客車違停突開車門、計程車急停攬客造成機車騎士搏命行車，民眾行路險象環生，重大意外傷害頻傳。僅高雄市今年1至8月，因小客車車主突然開啟車門造成機車騎士摔車意外事件即高達323件，計1人死亡，309人受傷。茲要求公路總局應加速檢討現行機車行駛車道配置情形，合理放寬機車行駛車道空間，並嚴格取締大小型車輛之違停現象，有效改善機慢車道上之交通亂象，保障機車騎士行車權益及民眾安全。

## 馬來西亞

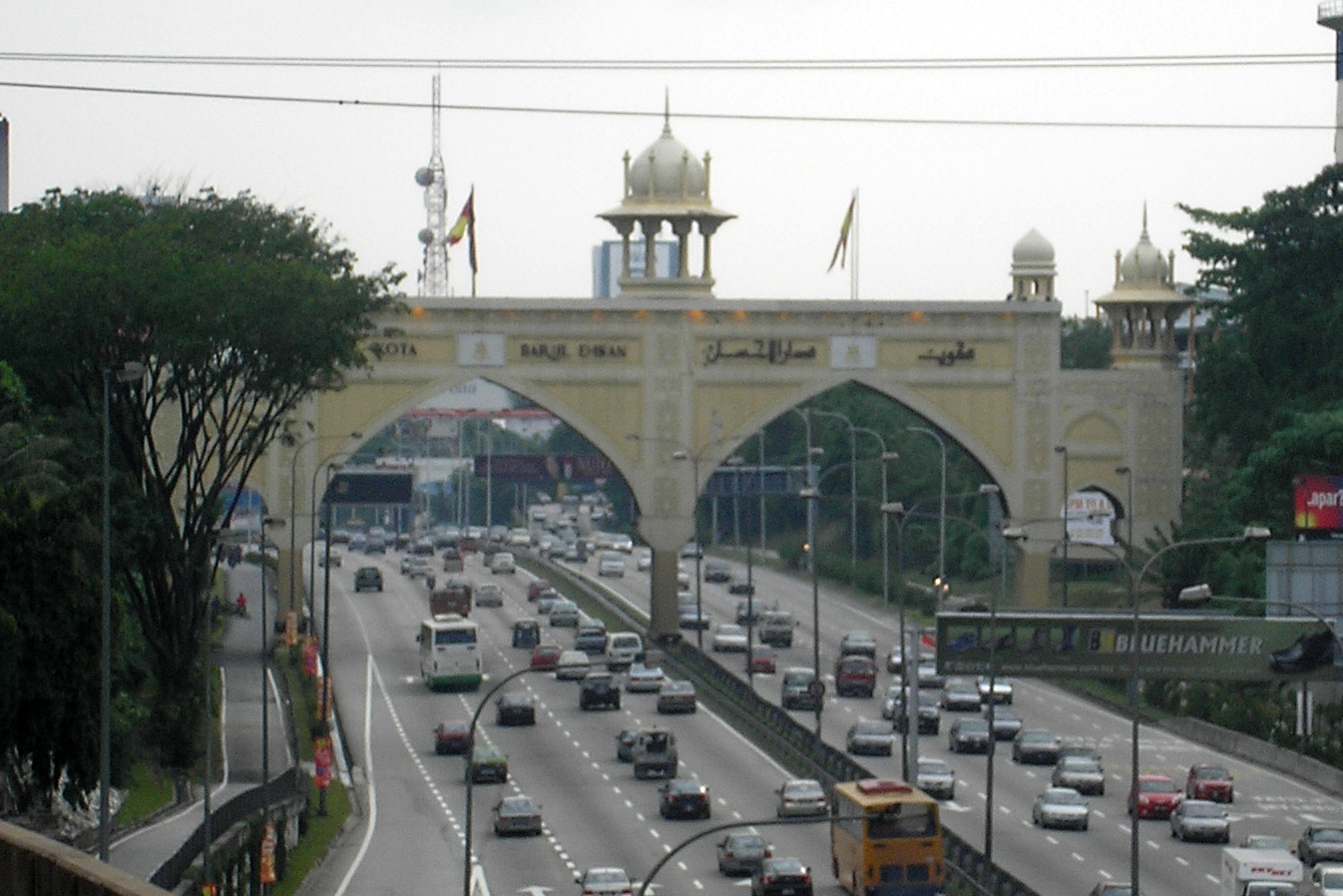
馬來西亞一般的高速公路都有另设摩哆车专用道，如联邦大道

马来西亚部分高速公路和大道设有为摩哆骑士准备的专用车道。其中南北大道路段摩哆车专用道的宽度约为普通车道的一半，位于主来往车道的极左边。这些专用车道可在莎亚南大道、北海－居林大道、联邦大道、牙直利大道、布赛高速公路、丹绒帕拉帕斯港高速公路、苏丹马慕大桥、苏丹依斯迈大桥和布城主要高速公路中找到。
马来西亚的摩哆车道设有避雨站，通常位于高架桥下方，有时则位于专用道旁边。